# Neochauliodes azumai
Neochauliodes azumai là một loài côn trùng trong họ Corydalidae thuộc bộ Megaloptera. Loài này được Asahina miêu tả năm 1988.